# Ridgewood
Ridgewood és una població dels Estats Units a l'estat de Nova Jersey. Segons el cens del 2008 tenia 24.163 habitants.

## Demografia
Segons el cens del 2000, Ridgewood tenia 24.936 habitants, 8.603 habitatges, i 6.779 famílies. La densitat de població era de 1.662,8 habitants/km².
Dels 8.603 habitatges en un 44,3% hi vivien nens de menys de 18 anys, en un 69,4% hi vivien parelles casades, en un 7,2% dones solteres, i en un 21,2% no eren unitats familiars. En el 18,5% dels habitatges hi vivien persones soles el 8,8% de les quals corresponia a persones de 65 anys o més que vivien soles. El nombre mitjà de persones vivint en cada habitatge era de 2,87 i el nombre mitjà de persones que vivien en cada família era de 3,3.
Per edats la població es repartia de la següent manera: un 30% tenia menys de 18 anys, un 4,4% entre 18 i 24, un 27,5% entre 25 i 44, un 25,9% de 45 a 60 i un 12,2% 65 anys o més.
L'edat mediana era de 39 anys. Per cada 100 dones de 18 o més anys hi havia 88,5 homes.
La renda mediana per habitatge era de 104.286 $ i la renda mediana per família de 121.848 $. Els homes tenien una renda mediana de 90.422 $ mentre que les dones 50.248 $. La renda per capita de la població era de 51.658 $. Aproximadament l'1,8% de les famílies i el 3% de la població estaven per davall del llindar de pobresa.

## Poblacions més properes
El següent diagrama mostra les poblacions més properes.